# ドリッズト・ドゥアーデン
ドリッズト・ドゥアーデン（Drizzt Do'Urden/[ˈdrɪtst doʊˈɜːrdɪn]）は、ファンタジー・ロールプレイングゲーム『ダンジョンズ&ドラゴンズ』（D&D）のキャンペーン・セッティング「フォーゴトン・レルム」（レルム）に登場する架空のキャラクター。
作家R・A・サルヴァトーレによって、『The Icewind Dale Trilogy』の脇役として創作された。第1作『The Crystal Shard』の初期版で、登場するキャラクターの1人を置き換える必要が出た時、サルヴァトーレが気まぐれに創作した。それ以来、ドリッズトはレルムの舞台で人気のヒーローとなり、時系列的には『The Dark Elf Trilogy』から始まる長いシリーズの主人公として登場している。非典型的なドラウ（ダークエルフ）であるドリッズトは、故郷であるドラウの都市メンゾベランザンと、アンダーダークでの邪悪な生活の両方を捨てた。
ドリッズトの物語は、サルヴァトーレのファンタジー小説『The Icewind Dale Trilogy』、『The Dark Elf Trilogy』、『Legacy of the Drow』シリーズ、『Paths of Darkness』シリーズ、『The Hunter's Blades Trilogy』、『Transitions』シリーズ、『Neverwinter Saga』や、短編小説『The Dowry』、『Dark Mirror』、『Comrades at Odds』で語られている。ドリッズトが登場する小説は全てニューヨーク・タイムズのベストセラーリストに選出されている。多くの小説はDevil's Due Publishingによってグラフィックノベル化されている。『バルダーズ・ゲートシリーズ』など、D&Dを基にしたコンピュータRPG（CRPG）にも登場している。

## キャラクター
ドリッズト・ドゥアーデンの物語は、『ダンジョンズ&ドラゴンズ（D&D）』のキャンペーン・セッティング「フォーゴトン・レルム（レルム）」を舞台としている。このキャラクターは、作家R・A・サルヴァトーレの小説で、30年以上主役として登場している。ドリッズトはドラウのステレオタイプに反して行動する存在であり、憎しみや暴力よりも友情や平和を好む。この特異な性格により、彼はドラウに内在する闇の特質と戦うことになり、この葛藤がサルヴァトーレが勇気と友情の物語を含む、多くの小説を創作することを可能にしている。
サルヴァトーレは特に『The Dark Elf Trilogy』において、人種偏見の問題を表すためにドリッズトを用いている。例えば、ドリッズトは自分と彼の愛するキャッティ・ブリー（ヒューマン）に子供ができた場合、その子が両方の種族から敵意を向けられることを懸念している。ドリッズト自身もまた、自分とキャッティ・ブリーとの寿命の差に苦悩する。

## 創作
ドリッズトは偶然の産物だった。1987年、R・A・サルヴァトーレは当時TSRの書籍部門の編集長であったメアリー・カーチョフに、小説『Echoes of the Fourth Magic』の原稿を送った。彼女はその原稿を気に入ったが、「フォーゴトン・レルムを舞台に書き直せないか」と頼んできた。彼女は、当時唯一のレルムを舞台にした小説であった、ダグラス・ナイルズの『Darkwalker on Moonshae』を送った。サルヴァトーレは彼女に『Darkwalker』の続編を提案したが、カーチョフはレルムの大きな地図を送り返し、「レルムの別の場所を舞台にした新しい物語が欲しい」と伝えた。サルヴァトーレは2週間にわたって電話をかけ続けた後、地図上でまだ別のプロジェクトに使われていない場所を見つけ、そこに「アイスウィンド・デイル（Icewind Dale）」を配置した。サルヴァトーレによれば、「この本は当初ムーンシェイ諸島を舞台にしていた。というのも、当時はそこがレルムだと思っていたからだ。実際のレルムの広さを知った時、私は物語を北へ1000マイル移動させた。」という。
サルヴァトーレは思いつきでドリッズトを創作した。 彼は、『Icewind Dale』シリーズでウルフガーの相棒を創らねばというプレッシャーを受けていた。サルヴァトーレは、後に彼の最初に出版された小説となる『The Crystal Shard 』の初期版をTSRに送っていたが、ある日カーチョフから電話があった。彼女はその本に関するマーケティング会議に向かう途中で、「登場人物の一人を使えない」と彼に告げた。彼は「考える時間をくれ」と言ったが、彼女はすでに会議に遅れていた。サルヴァトーレは咄嗟に「ダークエルフがいる」と言った。カーチョフは懐疑的だったが、サルヴァトーレは「彼はただの相棒だから大丈夫だ」と説得した。彼女が名前を尋ねると、彼は「ドリッズト・ドゥアーデン（Drizzt Do'Urden）」と答えた。彼女は「スペルは書けるか」と尋ねたが、彼は「無理だ」と答えた。サルヴァトーレはインタビューの中でドリッズトの誕生を回想し、「どこから来たのか分からない。ゲイリー・ガイギャックスがドラウ・エルフを創るという素晴らしい仕事をしたので、彼らの何かが私の頭の奥に引っかかっていたのだと思う。神に感謝！」と語っている。多くの読者は、ドリッズトは著者がプレイしたことのあるD&Dのロールプレイング・キャンペーンの一つに基づいていると思っているが、そうではない。サルヴァトーレが主に影響を受けたのは、古典文学とJ・R・R・トールキンの作品である。「私はドリッズトを、ムーンシェイの『Darkwalker』のDarythと『指輪物語』のアラゴルンを掛け合わせたような存在だと考えている。」といい、ドリッズトを 「古典的なロマンティック・ヒーロー - 誤解され、困難な状況でも理想を貫き、そしてほとんどの場合報われない。」と表現している。

## 出版の経緯
時系列的には4冊目だが、最初に出版されたのは『The Icewind Dale Trilogy』の1作目『The Crystal Shard』（1988）である。ドリッズトがバーバリアンのウルフガーやハーフリングのレギスと出会い、知性あるアーティファクト・クレンシニボンに取り憑かれた魔道士アカル・ケッセルが、この地域を支配しようとするのを阻止するまでの冒険を描いている。『Streams of Silver』（1989）は、ブルーノーの少年時代の故郷であるミスラル・ホールを目指す一行の物語である。シリーズの常連キャラクター、アルテミス・エントレリも初登場する。アルテミスはドリッズトと対等の戦闘能力を持ち、後の作品では見解や目標の相違から、しばしば衝突する。1990年の 『The Halfling's Gem』では、アルテミスは有力な犯罪組織の長に雇われていたレギスを誘拐する。ドリッズトとウルフガーはレギスを取り戻すため、デューデルモント船長の助けを借りて海路で暗殺者を追う。ドリッズトはアルテミスと戦闘になり、負傷して退場する。本の終わりに一行はレギスを見つけ、グエンワイヴァーはアルテミスの雇い主を殺す。
『The Icewind Dale Trilogy』の前日譚となる、『The Dark Elf Trilogy』の冒頭を飾る『Homeland』（1990）から、ドリッズトの物語は始まる。その中で、ドリッズトはドゥアーデン家の母長マリスの三男として、メンゾベランザンに生まれる。彼の父親はザクネイフィンで、密かにドラウ社会を憎んでいる剣の達人であり、ドリッズトに武術を教えながら、彼の生来の道徳心を強化している。1996年のアンソロジー、『Realms of the Underdark』に収録されている短編 『The Fires of Narbondel』はザクネイフィンが主人公で、幼いドリッズトが本筋に関わらない脇役として登場する。
地上のエルフの一団に対する襲撃の際、ドリッズトは仲間のドラウと共に虐殺に参加できないことに気づく。彼はエルフの子供を殺すふりをするが、実際にはその子供を逃がす手助けをする。欺瞞が発覚すると、ザクネイフィンはドラウの女神ロルスを鎮めるため、ドリッズトの代わりに生贄に捧げられる。他家との戦いの後、ドリッズトは一族と邪悪なドラウのやり方を呪い、メンゾベランザンからアンダーダークに逃れる。この時、彼は魔法の豹グエンワイヴァーを召喚するための像も手に入れる。グエンワイヴァーはドリッズトがレルムを旅する間、彼と行動を共にする。
同年に出版された2作目『Exile』では、ドリッズトは復活した父の霊魂（レイス）と戦う。3作目『Sojourn』（1991）では、ドリッズトがアンダーダークから地上に出て、そこでモントリオという、盲目のヒューマンのレンジャーと出会うところから物語が始まる。モントリオがレンジャーの道を教え始めると、ドリッズトは知らず知らずのうちに、自分がまさにその原則に従って生きてきたことに気づく。それ以来ドリッズトのパトロンは、フェイルーンの森とレンジャーの女神マイリーキーとなった。その後モントリオは死に、ドリッズトは新天地を求めてレルムを旅する。やがて彼はアイスウィンド・デイルに辿り着き、そこでドワーフの王ブルーノー・バトルハンマーと、彼の養女であるヒューマンの娘キャッティ・ブリーに出会う。
『Legacy of the Drow』は、これまでと異なり四部作である。1993年のアンソロジー『Realms of Valor』に収録された短編『Dark Mirror』では、このシリーズの直前の出来事が描かれている。最初の3冊『The Legacy』（1992）、『Starless Night』（1993）、『Siege of Darkness』（1994）では、ミスラル・ホールへのドラウの襲撃が描かれている。ウルフガーはヨックロールに殺されたように見え、ドリッズトはダークエルフのさらなる攻撃を防ぐためにメンゾベランザンに戻る。ドラウは 「災厄の時」にミスラル・ホールに2度目の攻撃を仕掛ける。それは最終的に撃退され、ドリッズトは仲間の元へ戻る。シリーズ最終作『Passage to Dawn』（1996）では、ドラウの襲撃から6年後の物語が描かれる。ドリッズトとキャッティ・ブリーは、海賊狩りの船でデューデルモント船長と共に働き、ミスラル・ホールの仲間たちは最後に、それまで雪山に埋もれていたクリスタルの欠片の力を得た、強力なデーモンのエルトゥと戦う。ウルフガーは死んだわけではなく、彼の魂を捕らえていたデーモンが滅ぼされたため、アビスから生還する。
『Paths of Darkness』シリーズでは、ドリッズトは2冊にのみ登場する主人公である。1作目『The Silent Blade』（1998）は、クリスタル・シャードを永久に破壊するための一行の旅を描いている。2作目の『The Spine of the World』 (1999)は、ウルフガーに焦点を当てた作品となっている。その後、アルテミスとジャーラックスルの冒険が描かれる『The Sellswords Trilogy』の1作目、『Servant of the Shard』(2000)が発売される。その後に、『Paths of Darkness』3作目の『Sea of Swords』(2001)でドリッズトの物語が続く。そこでは、ウルフガーが失った魔法のウォーハンマー、イージス・ファングを探す仲間たちと、長らく離れていた一行の再会を描いている。
ドリッズトは『The Hunter's Blades Trilogy』で、再びシリーズ通しての主人公となる。『The Thousand Orcs』 (2002)では、ドリッズトとその仲間たちが、この地域を支配するためにフロスト・ジャイアントを雇っている強力なオーク、Obould Many-Arrowsに遭遇する。Shallowsの町での戦いの後、ドリッズトはホールの他の仲間達が戦死したと信じ、復讐のためにすべてのオークと戦うため荒野へと旅立つ。『The Lone Drow』（2003）はこの話の続きで、まだ生きている仲間たちが、ドリッズトの助け無しにミスラル・ホールをオークの攻撃から守る。彼は『The Two Swords』（2003）で仲間達と再会する。
その後に『The Sellswords Trilogy』2作目『Promise of the Witch-King』（2005）、3作目『Road of the Patriarch』（2006）が続く。しかし、『The Orc King』（2007）、『The Pirate King』（2008）、『The Ghost King』（2009）からなる『Transitions』三部作では、ドリッズトが再び主人公となる。次のシリーズである『Neverwinter Saga』四部作では、ドリッズトはブルーノーと共に主人公であり、このシリーズの最初の本である『Gauntlgrym』は、2010年10月に発売された。第2作『Neverwinter』は2011年10月に発売され、第3作『Charon's Claw』は2012年8月に発売された。第4作『The Last Threshold』は、2013年3月に発売された。

## その他メディア

### TRPG製品
ドリッズトは、テーブルトークRPG『アドバンスト・ダンジョンズ&ドラゴンズ』（AD&D）のいくつかのアクセサリや書籍に登場している。1989年に出版されたAD&D第2版のアクセサリ『Hall of Heroes』には、R・A・サルヴァトーレによって書かれたドリッズトとグエンワイヴァーの4ページの解説と、ゲーム・データが掲載されている。1996年に出版されたデイル・ドノヴァンとポール・キュロッタによって書かれたアクセサリ『Heroes' Lorebook』には、『Hall of Heroes』に掲載されたドリッズトの情報の更新と改訂が掲載されている。1999年のエリック・L・ボイドによるアクセサリ『Drizzt Do'Urden's Guide to the Underdark』では、ドリッズトの視点を通してアンダーダークの都市と文明について詳述されている。 第3版の『フォーゴトン・レルム・ワールドガイド』では、ソード・コースト北部のセクションに、この版におけるドリッズトの簡単な説明とゲーム・データが掲載されている。

### コミック、グラフィックノベル
ドリッズトの物語はコミックやグラフィックノベルにもなっている。2005年からDevil's Due Publishingは、ドリッズトの小説をコミック化し、各作品を3号のミニシリーズとトレード・ペーパーバックで発売している。現在までに『Homeland』、『Exile』、『Sojourn』、『The Crystal Shard』、『Streams of Silver』、『The Halfling's Gem』、『The Legacy』、『Starless Night』が発売されている。
ハズブロが所有する多くのフランチャイズをクロスオーバーさせる可能性を持つ、2011年の単発コミック『Unit:E』に、ドリッズトはカメオ出演している。ハズブロが所有する他の多くのキャラクターに混じって、彼はスプラッシュページに登場している。MicronautsのキャラクターであるBiotronとAcroyearのために、エイリアンのAI「Synergy（『Jem』に登場するAIの再構築版）」によって召喚された。

### コンピュータゲーム
ドリッズトは、いくつかのコンピュータゲームにも登場している。1994年にStrategic Simulations（SSI）から発売されたPC用ゲーム『Menzoberranzan』では、ストーリーの一部であり、パーティメンバーでもある。『Baldur's Gate』（1999）では、ノールと戦っているところに登場する。熟練したプレイヤーであれば、ドリッズトを殺したりアイテムをスリ取ったりすることが可能であり、チートコードを使用することで、味方や敵対バージョンのドリッズトを出現させることができる。続編の『Baldur's Gate II: Shadows of Amn』（2001）にも登場し、プレイヤーがドリッズトを殺したキャラクターを前作からインポートしていたり、彼の固有アイテムを持っていたりすると否定的な反応を示す。また、同じ名前を持つ評判の低いエルフのキャラクターにも否定的な反応を示し、名誉の決闘を挑む。また、『Baldur's Gate: Dark Alliance』（2001）と『Baldur's Gate: Dark Alliance II』（2004）では、アンロックで使えるプレイヤーキャラクターとして登場する。『DEMON STONE デーモンストーン』（2004）では、ステージ7のプレイアブルキャラクターとして登場するが、IGNのライターは「格好いいが、全く役に立たない」と評している。
ドリッズトは、Cryptic StudiosのMMORPG『Neverwinter』にも登場している。彼は拡張版『Neverwinter: Underdark』の一部として登場し、プレイヤーはドラウの都市メンゾベランザンに行き、R・A・サルヴァトーレによって書かれたいくつかのクエストをプレイすることができる。

### その他
また、Dungeons and Dragons Miniaturesにも収録されており、Legend of Drizzt Scenario Packには、ウルフガーとドラゴンのアイシングデスも含まれている。同梱のブックレットで、プレイヤーはドリッズト、ウルフガー、ドラゴンの戦いを再現することができる。このボックスセットは2008年のENnie Awardsで、「Best Miniature Product」にノミネートされた。
2007年11月3日に開催された「Worldwide Dungeons & Dragons Game Day」では、ドリッズトのデビュー20周年を記念して、アイスウィンド・デイルを舞台にした特別アドベンチャーが目玉として取り上げられた。
2011年10月18日に発売されたD&Dアドベンチャー・システムの協力型ボードゲーム『The Legend of Drizzt』では、ドリッズトが大きく登場している。
2021年、ドリッズトはトレーディングカードゲーム（TCG）『マジック:ザ・ギャザリング』（MTG）の、『フォーゴトン・レルム探訪（Adventures in the Forgotten Realms）』ラインの2枚のカードに登場した。『Sleep Sound』(2021)はR・A・サルヴァトーレの詩であり、「Summer Of Drizzt」のマーケティング・キャンペーンのため短編アニメーションが制作された。ベネディクト・カンバーバッチがナレーションを担当し、The Sequence Groupがアニメーション制作を担当した。

## 評価、影響
PopMattersのアンドリュー・ウェルシュによると、ドリッズトはドラウやファンタジー小説全般から際立つことを期待して、内面的な葛藤に直面する多面的なキャラクターを作ろうとした、サルヴァトーレの試みだという。ウェルシュは、サルヴァトーレがこの点で失敗していると感じている。「ドリッズトの手で流された血はすぐに正当化され、ほとんどの "内部 "紛争はせいぜい表面的なものだ」と述べている。『Pyramid』誌の批評は、ドリッズトを「メンゾベランザンの"最も有名な住人"」と呼び、彼とこの都市を 「レルムの最も有名なものの一つ」としている。D&Dのアートワークの歴史に焦点を当てた書籍『Art & Arcana: A Visual History』では、ドリッズトを「D&Dを象徴するキャラクター」に数えている。Kotakuのロブ・ブリッケンは、ドリッズトを「あらゆるフィクションの中で、最もメアリー・スー的なキャラクターの一人」と呼んだ。
ドリッズト・ドゥアーデンの本はファンタジーファンに人気があり、ドリッズトのキャラクターは作者R・A・サルヴァトーレの最も有名な作品である。サルヴァトーレによるドリッズトを主人公とした34の小説は、『The Crystal Shard』を皮切りに、全てニューヨーク・タイムズ紙（NYT）のベストセラーリストにランクインしている。
『The Lone Drow』は、2003年10月にNYTのベストセラー・リストで7位にランクインした。パブリッシャーズ・ウィークリー誌（PW）は、「『The Lone Drow』は陳腐だが、一部のキャラクターは"ある程度の複雑さ"がある」としていた。そこでは2人の登場人物を取り上げて賞賛した。短命の人間と対照的に長い人生を"物思いにふけって"語るエルフのInnovindelと、オークの王Obouldである。
『The Two Swords』は、2004年のNYTのベストセラーリストで最高4位を記録し、ウォール・ストリート・ジャーナル（WSJ）のハードカバーのベストセラーリストでは、わずか2週間で首位を獲得し、これは出版社ウィザーズ・オブ・ザ・コーストの記録となった。PWのベストセラーリストでは2位でデビューした。
キャラクター誕生20周年を記念した『The Orc King』は、NYTのベストセラーリストの7位にランクインしたほか、WSJのリストでは9位、PWのベストセラーリストでは6位、USAトゥデイ紙のトップセラーリストでは36位にランクインした。
ドリッズト・ドゥアーデンは、Game Rantの2020年 「10 Must-Have NPCs In Dungeons & Dragons Lore To Make Your Campaigns Awesome 」リストの3位に選ばれた。記事では「彼自身が熟練したレンジャーであり、会話にも長けている。彼は常に危険を警戒し、完璧を求め、自らの基準を最も高い所に置いている。D&Dにおける最も象徴的な人物の1人に会うことは、プレイヤーにキャンペーンにおける重要性を感じさせるのに役立つだろう」と述べている。
古いD&Dの小説を再訪するIo9のシリーズで、ロブ・ブリッケンは『The Crystal Shard』のレビューの中で、ドリッズトを「間違いなく史上最も有名で愛されているD&Dのキャラクター」と呼んでいる。『Homeland』のレビューでは、ドラウの「黒い肌でプレイヤーが倒すためだけの邪悪な種族」という、昔は気にならなかったが現実とも関わる問題を、「登場人物がドリッズトを肌の色で判断した時、それまで気にならなかったプレイヤーや読者も、相関関係を認めざるを得なかった」と語っている。サルヴァトーレが当時「D&Dの差別問題を清算する意思があったのかは不明」としながらも、「ドラウでもヒーローになれる」というアイディアを示すことで、「ドラウの社会は悪だが、ドリッズトは孤独ではなく、地底のエルフ全てが悪なのではない、と配慮している」としている。『Homeland』はありきたりなファンタジーを超え、単なるD&Dの小説でもなく、「カルト教団に生まれた子供が洗脳に抵抗し、新しい世界へと脱出する青春物語だった」と評している。

## 関連作品

### 小説

#### The Legend of Drizzt
| シリーズ名                  | タイトル                    | 発表年 | デイル歴（始） | デイル歴（終） | 備考      |
| --------------------------- | --------------------------- | ------ | -------------- | -------------- | --------- |
| The Icewind Dale Trilogy    | The Crystal Shard           | 1988   | 1351           | 1356           |           |
| The Icewind Dale Trilogy    | Streams of Silver           | 1989   | 1356           | 1356           |           |
| The Icewind Dale Trilogy    | The Halfling's Gem          | 1990   | 1356           | 1357           |           |
| The Dark Elf Trilogy        | Homeland                    | 1990   | 1297           | 1328           |           |
| The Dark Elf Trilogy        | Exile                       | 1990   | 1338           | 1340           |           |
| The Dark Elf Trilogy        | Sojourn                     | 1991   | 1340           | 1347           |           |
| Legacy of the Drow          | The Legacy                  | 1992   | 1357           | 1357           |           |
| Legacy of the Drow          | Starless Night              | 1993   | 1357           | 1357           |           |
| Legacy of the Drow          | Siege of Darkness           | 1994   | 1358           | 1358           |           |
| Legacy of the Drow          | Passage to Dawn             | 1996   | 1364           | 1364           |           |
| Paths of Darkness           | The Silent Blade            | 1998   | 1364           | 1364           |           |
| Paths of Darkness           | The Spine of the World      | 1999   | 1365           | 1369           |           |
| Paths of Darkness           | Sea of Swords               | 2001   | 1369           | 1370           |           |
| The Sellswords              | Servant of the Shard        | 2000   | 1366           | 1366           |           |
| The Sellswords              | Promise of the Witch-King   | 2005   | 1370           | 1370           |           |
| The Sellswords              | Road of the Patriarch       | 2006   | 1370           | 1371           |           |
| The Hunter's Blades Trilogy | The Thousand Orcs           | 2002   | 1370           | 1370           |           |
| The Hunter's Blades Trilogy | The Lone Drow               | 2003   | 1370           | 1370           |           |
| The Hunter's Blades Trilogy | The Two Swords              | 2004   | 1370           | 1371           |           |
| Transitions                 | The Orc King                | 2007   | 1371           | 1471           | [ 注 14 ] |
| Transitions                 | The Pirate King             | 2008   | 1376           | 1377           |           |
| Transitions                 | The Ghost King              | 2009   | 1385           | 1385           |           |
| Neverwinter Saga            | Gauntlgrym                  | 2010   | 1409           | 1462           |           |
| Neverwinter Saga            | Neverwinter                 | 2011   | 1462           | 1463           |           |
| Neverwinter Saga            | Charon's Claw               | 2012   | 1463           | 1463           |           |
| Neverwinter Saga            | The Last Threshold          | 2013   | 1463           | 1484           |           |
| The Sundering               | The Companions              | 2013   | 1462           | 1484           | [ 注 15 ] |
| Companions Codex            | Night of the Hunter         | 2014   | 1484           | 1484           |           |
| Companions Codex            | Rise of the King            | 2014   | 1484           | 1484           |           |
| Companions Codex            | Vengeance of the Iron Dwarf | 2015   | 1484           | 1485           |           |
| Homecoming                  | Archmage                    | 2015   | 1485           | 1486           |           |
| Homecoming                  | Maestro                     | 2016   | 1487           | 1487           |           |
| Homecoming                  | Hero                        | 2016   | 1487           | 1487           |           |
| Generations                 | Timeless                    | 2018   | 1488           | 1488           |           |
| Generations                 | Boundless                   | 2019   | 1488           | 1488           |           |
| Generations                 | Relentless                  | 2020   | 1296           | 1488           |           |
| The Way of the Drow         | Starlight Enclave           | 2021   | 1490           | 1490           |           |
| The Way of the Drow         | Glacier's Edge              | 2022   |                |                |           |
| The Way of the Drow         | Lolth's Warrior             | 2023   | 1490           |                |           |
|                             | The Dao of Drizzt           | 2022   |                |                | [ 注 16 ] |

#### 短編
短編集『The Collected Stories: The Legend of Drizzt』が発売されており、以下の作品が収録されている。
- "The First Notch"
- "Dark Mirror"
- "The Third Level"
- "Guenhwyvar"
- "That Curious Sword"
- "Wickless in the Nether"
- "The Dowry"
- "Comrades at Odds"
- "If They Ever Happened Upon My Lair"
- "Bones and Stones"
- "Iruladoon"
- "To Legend He Goes"

#### ボックスセット
- The Legend of Drizzt Boxed Set, Books I-III (containing Homeland, Exile, and Sojourn)[61]
- The Legend of Drizzt Boxed Set, Books IV-VI (containing The Crystal Shard, Streams of Silver, and The Halfling's Gem)[62]
- The Legend of Drizzt Boxed Set, Books VII-X (containing The Legacy, Starless Night, Siege of Darkness, and Passage to Dawn)[63]
- The Legend of Drizzt Boxed Set, Books XI-XIII (containing The Silent Blade, The Spine of the World, and The Sea of Swords)[64]
- The Hunter's Blades Trilogy (containing Books XIV-XVI: The Thousand Orcs, The Lone Drow, and The Two Swords)[65]
- Transitions (containing Books XVII-XIX: The Orc King, The Pirate King, and The Ghost King)[66]

#### コレクターズ・エディション
- The Legend of Drizzt Collector's Edition, Book I (containing Homeland, Exile, and Sojourn)[67]
- The Legend of Drizzt Collector's Edition, Book II (containing The Crystal Shard, Streams of Silver, and The Halfling's Gem)[68]
- The Legend of Drizzt Collector's Edition, Book III (containing The Legacy, Starless Night, Siege of Darkness, and Passage to Dawn)[69]
- The Legend of Drizzt Collector's Edition, Book IV (containing The Silent Blade, The Spine of the World, and The Sea of Swords)[70]

### コミック
- Forgotten Realms I: Homeland #0–3
- Forgotten Realms II: Exile #1–3
- Forgotten Realms III: Sojourn #1–3
- Forgotten Realms IV: The Crystal Shard #1–3
- Forgotten Realms V: Streams of Silver #1–3
- Forgotten Realms VI: The Halfling's Gem #1–3
- Forgotten Realms VII: Legacy #1–3
- Forgotten Realms VIII: Starless Night #1

### その他書籍
- ダンジョンズ&ドラゴンズ ドリッズトの伝説 ヴィジュアル大百科

### コンピュータゲーム
- Menzoberranzan（1994）
- Baldur's Gate（1999）
- Baldur's Gate II: Shadows of Amn（2001）
- Baldur's Gate: Dark Alliance（2001）
- Baldur's Gate: Dark Alliance II（2004）
- DEMON STONE デーモンストーン（2004）
- Neverwinter（2013）
- Dungeons & Dragons: Dark Alliance（2021）